# Alchemilla vulgaris
El pie de león (nombre dado también a otras especies), Alchemilla vulgaris L., es una especie  de planta fanerógama de la familia de las rosáceas.

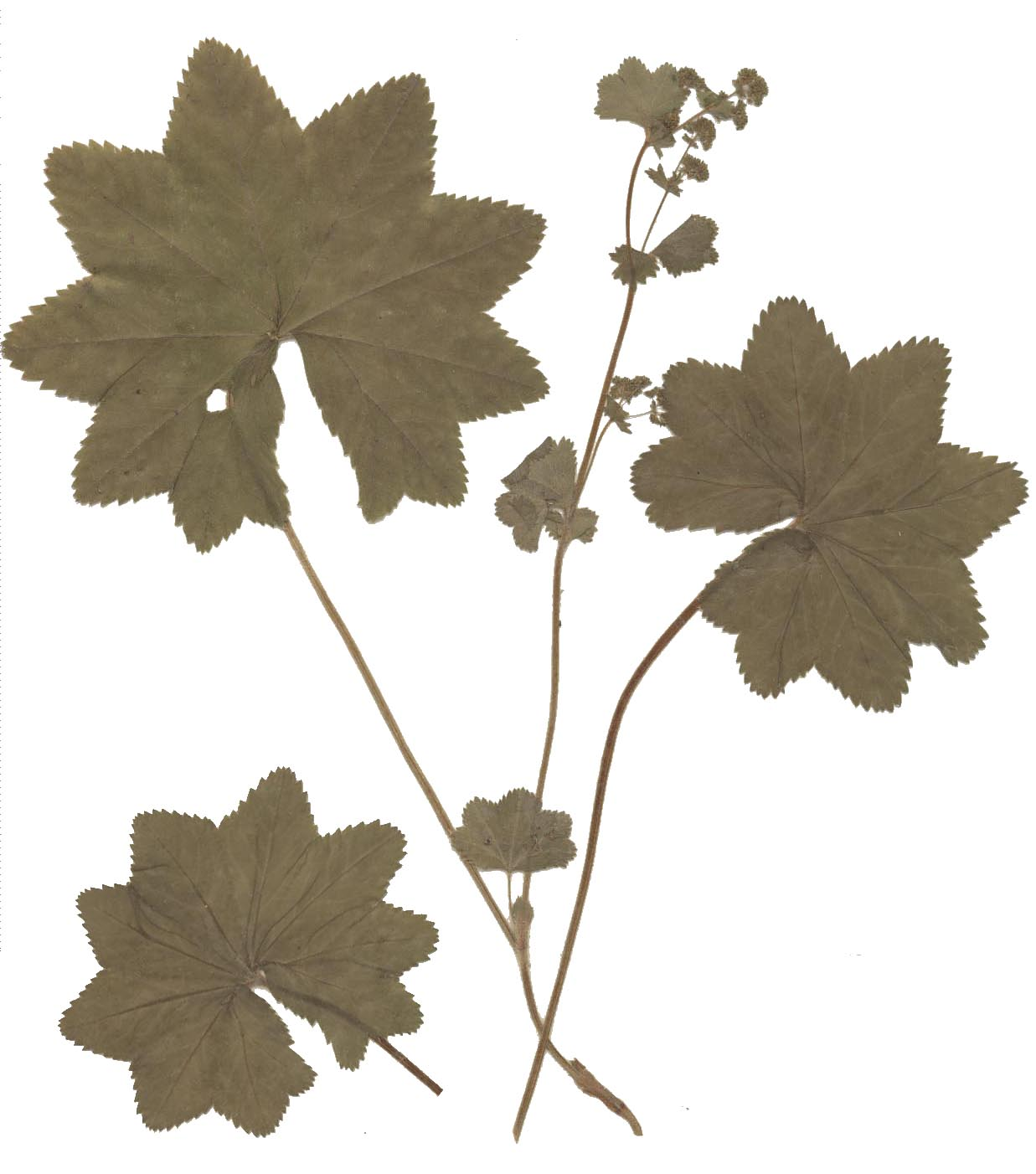
Hojas de A. vulgaris

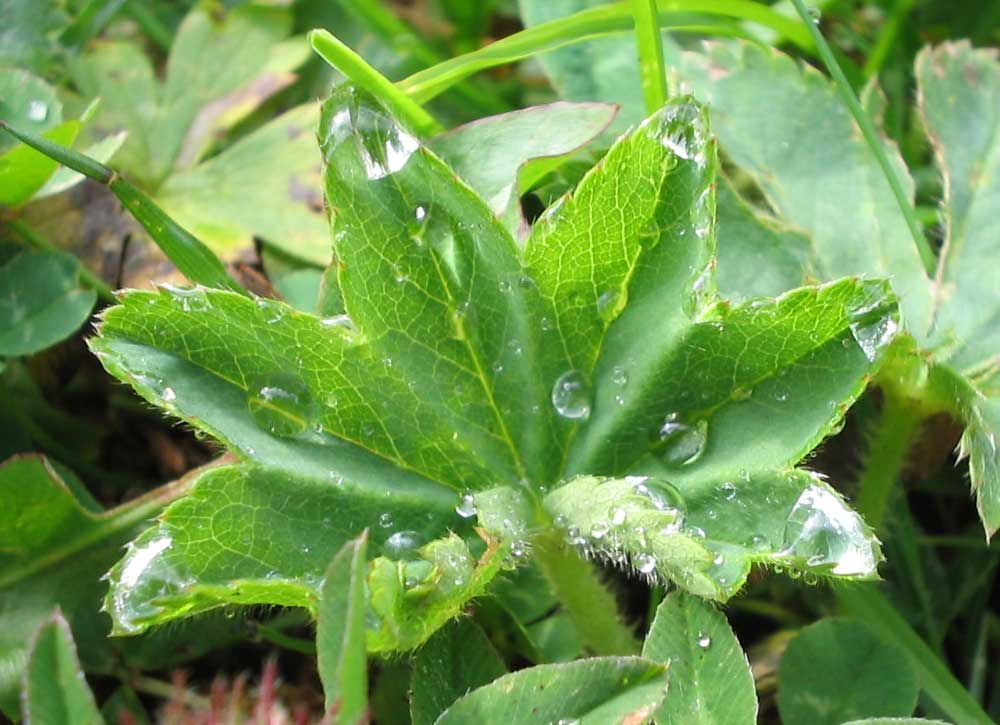
Hoja de A. vulgaris

## Características
Planta perenne de 10-40 cm. del altura, cubierta de pelillos. Rizoma leñoso. Tallo erecto con ramas. Hojas arriñonadas o redondeadas con peciolos de 10 cm de largo. Las flores muy pequeñas, aparecen entre junio y agosto, son de color verde amarillento y se agrupan en corimbos.

## Distribución y hábitat
Es una planta nativa de Europa. También se encuentra en Asia septentrional, Groenlandia y la parte oriental de América del Norte. Crece en praderas, pastizales húmedos y calveros en la alta montaña.

## Usos en medicina tradicional
- Útil contra la dismenorrea y leucorrea.
- En uso externo se usa en ginecología contra el llamado flujo blanco.
- Astringente y antidiarreico.

Principios activos: Contiene taninos (6-8%) gálicos y elágicos. Flavonoides, ácido salicílico, fitosterol, saponósidos, ácido palmítico y ácido esteárico.
Indicaciones: Los taninos producen un efecto astringente (antidiarreico, hemostático, cicatrizante-reepitelizante) y bactericida; el ácido salicílico, antipirético y analgésico. Además es diurético y cicatrizante. Los flavonoides un efecto regulador de la circulación (venotónico, vasoprotector): mejora la elasticidad de las venas y aumenta la resistencia capilar, reduciendo su permeabilidad. Se ha comprobado que los flavonoides tienen una acción antielastasa, que protege a los tejidos elásticos y conjuntivos de la acción de las enzimas proteolíticas. Antiaterosclerótico: los extractos de alquimila presentan experimentalmente una acción protectora sobre la fracción LDL-colesterol frente a la oxidación de forma muy superior a la producida por el alfatocoferol. Indicado para diarreas, varices, hemorroides, flebitis, metrorragias. Gripe, resfriados. Estados en los que se requiera un aumento de la diuresis: afecciones urinarias (cistitis, ureteritis, uretritis, oliguria, urolitiasis), hiperazotemia, hiperuricemia, gota, hipertensión arterial, edemas, sobrepeso acompañado de retención de líquidos. Dismenorreas. En uso tópico: heridas, parodontopatías, faringitis, ulceraciones dérmicas y corneales, conjuntivitis, dermatitis, eritemas, estrías, prurito, vulvovaginitis, hemorragias post-afeitado (loción).
Contraindicado con gastritis, úlcera gastroduodenal. Los taninos pueden resultar irritantes de la mucosa digestiva. Para paliarlo se puede prescribir en forma de cápsulas o comprimidos entéricos o asociarlo a drogas demulcentes, como el malvavisco. Su uso como diurético en presencia de hipertensión, cardiopatías o insuficiencia renal moderada o grave, sólo debe hacerse por prescripción y bajo control médico, ante el peligro que puede suponer el aporte incontrolado de líquidos, la posibilidad de que se produzca una descompensación tensional.
Se usan las sumidades aéreas. Se recolecta en verano y la desecación se hace a la sombra. Infusión uso interno: una cucharada de postre por taza, infundir 10 minutos. Tres tazas al día, antes de las comidas. Decocción uso externo: 50 g/l, hervir 5 minutos. Aplicar en forma de compresas, lavados, colutorios, gargarismos o irrigaciones vaginales.
Otros usos: Industrialmente para la preparación del té suizo. Uso forrajero: en vacas ha supuesto una mayor producción de leche y un queso con gusto particular.

## Taxonomía
Alchemilla vulgaris fue descrita por Carlos Linneo y publicado en Species Plantarum 1: 123. 1753.
Etimología
Alchemilla: nombre genérico que toma el nombre de alguna planta valorada por su uso en la alquimia.
vulgaris: epíteto latíno que significa "vulgar, común".
Sinonimia
Variedades
- Lista de variedades en ITIS (enlace roto disponible en Internet Archive; véase el historial, la primera versión y la última).

Sinonimia
- Alchemilla acutangula Buser
- Alchemilla acutiloba Opiz in Bercht. & Opiz
- Alchemilla latifolia Salisb.[5]

## Nombres comunes
- Castellano: alquimila, alquimilla, pie de león, planta de león.[6]